# Cristianismo na Cornualha
O Cristianismo na Cornualha começou no século IV ou V, quando o Cristianismo ocidental foi introduzido, assim como no resto da Grã-Bretanha romana. Com o tempo, tornou-se a religião oficial, substituindo as práticas celtas e romanas anteriores. O Cristianismo primitivo na Cornualha foi amplamente difundido pelos santos, incluindo São Pirão, o padroeiro do condado. A Cornualha, como outras partes da Grã-Bretanha, às vezes é associada à distinta coleção de práticas conhecida como Cristianismo celta, mas sempre esteve em comunhão com a Igreja Católica mais ampla. Os santos da Cornualha são comemorados em lendas, igrejas e nomes de lugares.
Ao contrário do País de Gales, que produziu traduções da Bíblia para o galês, as igrejas da Cornualha nunca produziram uma tradução da Bíblia na língua córnica. Durante a Reforma Inglesa, as igrejas da Cornualha tornaram-se oficialmente filiadas à Igreja da Inglaterra. Em 1549, a Rebelião do Livro de Oração causou a morte de milhares de pessoas de Devon e Cornualha. O Metodismo de John Wesley provou ser muito popular entre as classes trabalhadoras da Cornualha no século XIX. Capelas metodistas tornaram-se importantes centros sociais, com coros de vozes masculinas e outros grupos afiliados à igreja desempenhando um papel central na vida social dos homens da Cornualha da classe trabalhadora. O Metodismo ainda desempenha um grande papel na vida religiosa da Cornualha hoje, embora a Cornualha tenha compartilhado o declínio do sentimento religioso britânico após a Segunda Guerra Mundial. Em 1876, uma diocese separada da Cornualha da Igreja da Inglaterra foi estabelecida com a sé episcopal em Truro.